# Damsels in Distress - Ragazze allo sbando
Damsels in Distress - Ragazze allo sbando (Violet Wister's Damsels in Distress o Whit Stillman's Damsels in Distress) è un film del 2011 diretto da Whit Stillman.
Pellicola statunitense con protagonisti Greta Gerwig, Adam Brody e Analeigh Tipton. Il film è stato presentato alla 68ª Mostra internazionale d'arte cinematografica di Venezia ed al Toronto International Film Festival; è uscito nelle sale mercoledì 1º agosto 2012.

## Trama
Appena giunta nel college di Seven Oaks, Lily viene avvicinata da tre ragazze che professano l'igiene personale e i profumi costosi come base per una vita felice. Si tratta della dinamica leader del gruppo, Violet Wister, la più tranquilla Rose e la bella Heather. Le ragazze cercano di aiutare i ragazzi depressi del college con un programma di musica, balli e cura del proprio aspetto e si occupano di fornire sostegno ai giovani universitari con tendenze suicide. Lily si lascia coinvolgere dal loro altruismo nei confronti degli studenti mediocri e depressi collaborando a curarli con caffè, ciambelle e chiacchiere terapeutiche. Lily avrà subito prova della loro capacità comunicativa, quando un giorno consoleranno Priss, una ragazza disperata perché lasciata dal fidanzato, che poi si unisce al gruppo.
Lily ha un debole per Xavier, che detesta Violet perché egocentrica, ma lui è già fidanzato con Alice mentre il gruppo cerca di trovare un nuovo ragazzo a Priss. Un pomeriggio sul sofa Priss ha una discussione con l'amico Thor perché non sa riconoscere i colori in quanto discutono del colore degli occhi di Frank, il ragazzo di Violet, quando Thor va via, Priss continua a parlare con Frank e finiscono per baciarsi. Vengono scoperti da Violet che si sente ferita in quanto è attirata proprio da Frank, anche se lo giudica stupido. Lily ne parla con il suo amico Charlie e, mentre prendono un Martini, viene Xavier e la porta via con una scusa, perché lui pensa che Charlie stia cercando di farla ubriacare.
Violet è davvero triste, è la prima volta che si sente davvero disperata per qualcuno, è depressa, cammina sotto la pioggia e le sue amiche la cercano. Una sera Rose racconta di Violet e della sua infanzia, in quanto sono amiche fin dalle scuole medie e rivela che all'inizio era molto timida e anche molto strana. Infatti, dopo qualche giorno, Violet ritorna e racconta di essere stata in un motel molto economico per riflettere fino a trovare una svolta in una saponetta del motel dall'odore deciso.
Alice e Xavier si lasciano perché lei era gelosa di Lily, non sopportava la loro amicizia e Lily non se ne era mai accorta, mentre vedono un film Lily e Xavier si baciano. Le ragazze vogliono conoscere Charlie ma Lily non ne ha molta intenzione perché le piace averlo come corteggiatore. Qualche giorno dopo per caso vedono Charlie, Lily lo presenta come uno che lavora nel ramo dello sviluppo strategico ma a Violet pare di riconoscerlo, gli chiede se frequenta un corso di scienze dell'educazione ma lui nega. Allora il giorno successivo torna a lezione e lo vede con dei suoi amici; scopre che il suo vero nome è Fred, in caffetteria lui le dice che non stava mentendo ma simulando, perché si vergogna di essere all'ottavo anno di scienze dell'educazione e che offre drink solo per rimorchiare le ragazze. Violet esce con Charlie/Fred in biblioteca, anche se le altre lo trovano folle per essersi inventato un'identità falsa. Una sera Lily e Xavier litigano a causa del modo di avere un rapporto sessuale di Xavier, che essendo di religione catara ha un rapporto sessuale non procreativo quindi da dietro e lei lo racconta agli altri del gruppo. Alla presentazione di un ballo da parte di Violet, nasce una simpatia tra Thor e Heather, mentre Frank si chiarisce con Violet e Lily balla con Charlie/Fred, Violet li vede e fugge via.
Le tre ragazze continueranno le loro avventure con diversi tira e molla.